# George Noble Plunkett

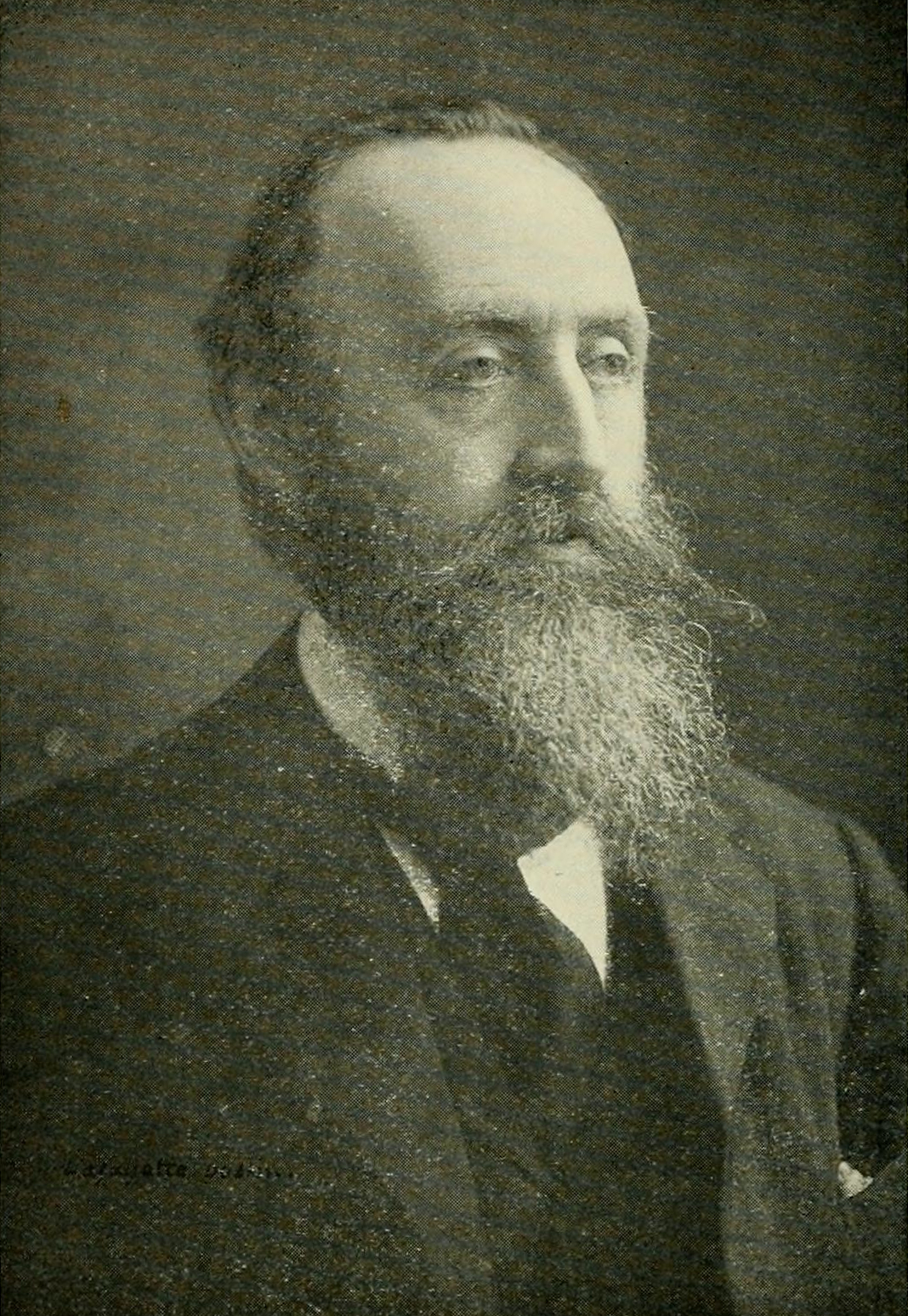
George Noble Plunkett, circa 1915

George Noble Count Plunkett (irisch Seoirse Pluincéad, an Cunta Pluincéad, * 3. Dezember 1851 in Dublin; † 12. März 1948 ebenda) war ein irischer Politiker der Sinn Féin.

## Biografie
Count Plunkett absolvierte ein Studium der Rechtswissenschaften und war anschließend als plädierender Rechtsanwalt (Barrister-at-Law) tätig sowie als Autor und Journalist.
1877 veröffentlichte er die erste Version seines Weihnachtsliedes God's Chosen Festival. 1884 wurde er von Papst Leo XIII. in den Stand eines Päpstlichen Grafen erhoben. 1886 erfolgte die Berufung in die Irish Bar. Von 1907 bis 1916 war er Kurator des Irischen Nationalmuseums. Er war in den weiteren Jahren politisch aktiv. 
1918 wurde als Kandidat der Sinn Féin zum Abgeordneten des ersten Unterhauses (First Dáil) gewählt und vertrat dort in der Folgezeit die Interessen von Roscommon. Am 22. Januar 1922 war er als Vertreter von Cathal Brugha für einen Tag Vorsitzender des Dáil (Ceann Comhairle). Noch am gleichen Tag wurde er zum Außenminister der provisorischen Regierung ernannt und behielt dieses Amt zweieinhalb Jahre bis zum 26. August 1921. Danach war er bis zum 9. Januar 1922 Minister für die schönen Künste, gehörte allerdings der Regierung von Éamon de Valera nicht als Kabinettsmitglied an.
Als Gegner des Anglo-Irischen Vertrages von 1921 nahm er trotz seiner Wiederwahl 1922 und 1923 als Abgeordneter (Teachta Dála) seinen Sitz im Dáil Éireann zwischen 1922 und 1927 nicht an. Bei den Wahlen vom Juni 1927 verlor er schließlich als Anhänger einer Republik Irland seinen Sitz im Unterhaus.
Plunkett starb März 1948 in seinem Haus in Dublin an einer Krebserkrankung und wurde auf dem Glasnevin Cemetery beigesetzt. Er war verheiratet mit Mary Josephine Cranny; aus der Ehe gingen sieben Kinder hervor, darunter Joseph Plunkett.
George Noble Plunkett war Mitglied des Ritterordens vom Heiligen Grab zu Jerusalem.